# Adrián Ricchiuti
Adrián Ricchiuti (né le 30 juin 1978 à Lanús, en Argentine) est un footballeur argentin évoluant au poste de milieu de terrain offensif.

## Palmarès
Néant